# Deborah Lacey
Deborah Lacey (* vor 1979) ist eine US-amerikanische Schauspielerin.

## Leben
Lacey ist für ihre wiederkehrenden Fernsehserienrollen Sarah Sisko in der letzten Staffel von Star Trek: Deep Space Nine (1998–1999) und Carla in Mad Men (2007–2010) bekannt. Zu den weiteren Serien, in denen sie Auftritte hatte, gehören The White Shadow (1979–1981), Hart of Dixie (2013–2014) und The Fosters (2014–2015). In dem Film African Timber war sie 1989 als Victoria St. George zu sehen. Zwei Jahre später verkörperte sie in Der Mann nebenan die Linthea. 2005 spielte sie die Justine in David DeFalcos Horrorfilm Chaos.

## Filmografie

### Filme
- 1981: Body and Soul
- 1982: Küß mich, Doc (Young Doctors in Love)
- 1989: African Timber
- 1991: The Five Heartbeats
- 1991: Der Mann nebenan
- 1993: Meteor Man (The Meteor Man)
- 1994: Undercover Cops (Exit to Eden)
- 1995: Teufel in Blau (Devil in a Blue Dress)
- 1996: Der lange Weg zum Mars (Special Report: Journey to Mars, Fernsehfilm)
- 1998: Bulworth
- 2000: $pent
- 2005: The State of Grace (Kurzfilm)
- 2005: Chaos
- 2013: Liberace – Zu viel des Guten ist wundervoll (Behind the Candelabra, Fernsehfilm)
- 2015: Whitney (Fernsehfilm)
- 2015: Doors (Kurzfilm)
- 2015: Straight Outta Compton
- 2016: Love Under New Management: The Miki Howard Story

### Fernsehserien
- 1979–1981: The White Shadow (3 Folgen)
- 1984: Das A-Team (eine Folge)
- 1985: Wer ist hier der Boss? (Who’s the Boss?, eine Folge)
- 1985: Ein Engel auf Erden (Highway to Heaven, eine Folge)
- 1986: Der Hitchhiker (The Hitchhiker, eine Folge)
- 1988: 21 Jump Street – Tatort Klassenzimmer (21 Jump Street, eine Folge)
- 1989: California Bulls (eine Folge)
- 1990: New Attitude (eine Folge)
- 1991: Hör mal, wer da hämmert (Home Improvement, eine Folge)
- 1992: Doogie Howser, M.D. (eine Folge)
- 1993: Roc (2 Folgen)
- 1994: Me and the Boys (2 Folgen)
- 1995: Sliders – Das Tor in eine fremde Dimension (Sliders, eine Folge)
- 1995: Vanishing Son (eine Folge)
- 1995: Frasier (eine Folge)
- 1995: Mord ist ihr Hobby (Murder, She Wrote, eine Folge)
- 1996: Beverly Hills, 90210 (eine Folge)
- 1996: Moesha (eine Folge)
- 1997: Cybill (eine Folge)
- 1997: Melrose Place (2 Folgen)
- 1997: Fame L.A. (eine Folge)
- 1997, 1999: L.A. Heat (2 Folgen)
- 1998: Push (eine Folge)
- 1998: Mike Hammer, Private Eye (eine Folge)
- 1998–1999: Star Trek: Deep Space Nine (5 Folgen)
- 1999: Pretender (eine Folge)
- 2000: Alabama Dreams (Any Day Now, eine Folge)
- 2000: Emergency Room – Die Notaufnahme (ER, eine Folge)
- 2001: Philly (eine Folge)
- 2002: That’s Life (eine Folge)
- 2006, 2012: Dr. House (House, M.D., 2 Folgen)
- 2007: Entourage (eine Folge)
- 2007–2010: Mad Men (15 Folgen)
- 2009: Bones – Die Knochenjägerin (Bones, eine Folge)
- 2009: The Closer (eine Folge)
- 2010: Private Practice (eine Folge)
- 2013–2014: Hart of Dixie (3 Folgen)
- 2014–2015: The Fosters (6 Folgen)